# Ballot (Einheit)
Ballot (Französisch: Ballen) war ein französisches Stückmaß und entsprach dem Ballen bzw. dem Pack. Das Maß wurde im Glas- und Papierhandel verwendet:
- Glasmaß
  - 1 Ballot = 25 Bund zu je 6 Tafeln Weißglas
  - 1 Ballot = 12 ½ Bund zu je 3 Tafeln farbiges Glas
- Papiermaß
  - 1 Ballot = 24 Ries (in Marseille)
  - 1 Ballot = 14 Ries (in der Provence).